# Antrostomus cubanensis
El chotacabras cubano, guabairo, chotacabra cubana o pitanguá (Antrostomus cubanensis) es una especie de ave de la familia Caprimulgidae, orden Caprimulgiforme, que vive en Cuba.

## Distribución y hábitat
Se encuentra en Cuba y la isla de Cayo Coco e Isla de la Juventud

Sus hábitats naturales son las praderas herbáceas, bosques abiertos y los márgenes de ríos y zonas pantanosas. En la Isla de Pinos también habita en el interior de los bosques y en bosques de matorral

## Descripción
Mide entre 28 y 30 cm de longitud y su peso varía entre los 50 y los 80 gr, siendo el macho de mayor tamaño que la hembra. Presenta un leve dimorfismo sexual y su plumaje es críptico, de tonos pardos con manchas de color blanco y marrón oscuro, casi negro.

## Alimentación
Se alimenta de insectos.